# Amaranthe (álbum)
Amaranthe é o primeiro álbum de estúdio da banda sueca de metal Amaranthe, lançado em 13 de Abril de 2011. O álbum recebeu boas críticas chegando à 16ª e 35ª posição na Finlândia e Suécia respectivamente por durante mais de uma semana.
O álbum também foi produzido em uma edição especial com duas canções exclusivas, Breaking Point e A Splinter In My Soul. Foram produzidos dois videoclipes para as canções Hunger e Amaranthine.
Segundo Olof Mörck, o guitarrista da banda, o álbum definirá o estilo da banda.

## Faixas
| N.º | Título                                    | Duração |  |
| 1.  | "Leave Everything Behind"                 | 3:17    |  |
| 2.  | "Hunger"                                  | 3:12    |  |
| 3.  | "1.000.000 Lightyears"                    | 3:15    |  |
| 4.  | "Automatic"                               | 3:25    |  |
| 5.  | "My Transition"                           | 3:49    |  |
| 6.  | "Amaranthine"                             | 3:29    |  |
| 7.  | "It's All About Me (Rain)"                | 3:44    |  |
| 8.  | "Call Out My Name"                        | 3:16    |  |
| 9.  | "Enter the Maze"                          | 4:04    |  |
| 10. | "Director's Cut"                          | 4:49    |  |
| 11. | "Act of Desperation"                      | 3:04    |  |
| 12. | "Serendipity"                             | 3:26    |  |
| 13. | "Breaking Point (Edição especial)"        | 3:41    |  |
| 14. | "A Splinter in my Soul (Edição especial)" | 3:41    |  |

## Formação
- Jake E - vocal limpo
- Elize Ryd - vocal feminino[6]
- Andy Solvestrom - vocal gutural
- Olof Mörck - guitarras e teclado
- Morten Lowe - bateria
- Johan Andreassen - baixo